# Galiax
Galiax é uma comuna francesa na região administrativa de Occitânia, no departamento de Gers. Estende-se por uma área de 6,05 km². Em 2010 a comuna tinha 173 habitantes (densidade: 28,6 hab./km²).